# Warren Allen Smith
Warren Allen Smith (* 27. Oktober 1921; † 9. Januar 2017) war ein US-amerikanischer Autor, Humanist und LGBT-Aktivist.

## Leben
Smith eröffnete 1961 das Variety Recording Studio in New York City. Smith leitete das Unternehmen von 1961 bis 1990. Nach dem Ende seiner beruflichen Arbeit am Broadway begann er in den 1990er und 2000er als Autor verschiedene Bücher zu schreiben und war als LGBT-Aktivist und Kolumnist in verschiedenen Zeitschriften tätig.
Sein langjähriger Lebensgefährte war Fernando Rudolfo de Jesus Vargas Zamora.

## Werke (Auswahl)
- 2000: Who's Who in Hell (New York City, Barricade Books)
- 2002: Celebrities in Hell
- 2005: Gossip from Across the Pond
- 2005: Cruising the Deuce

### Kolumnen
- 1994–1998: Humanist Potpourri